# Юльхя, Пекка

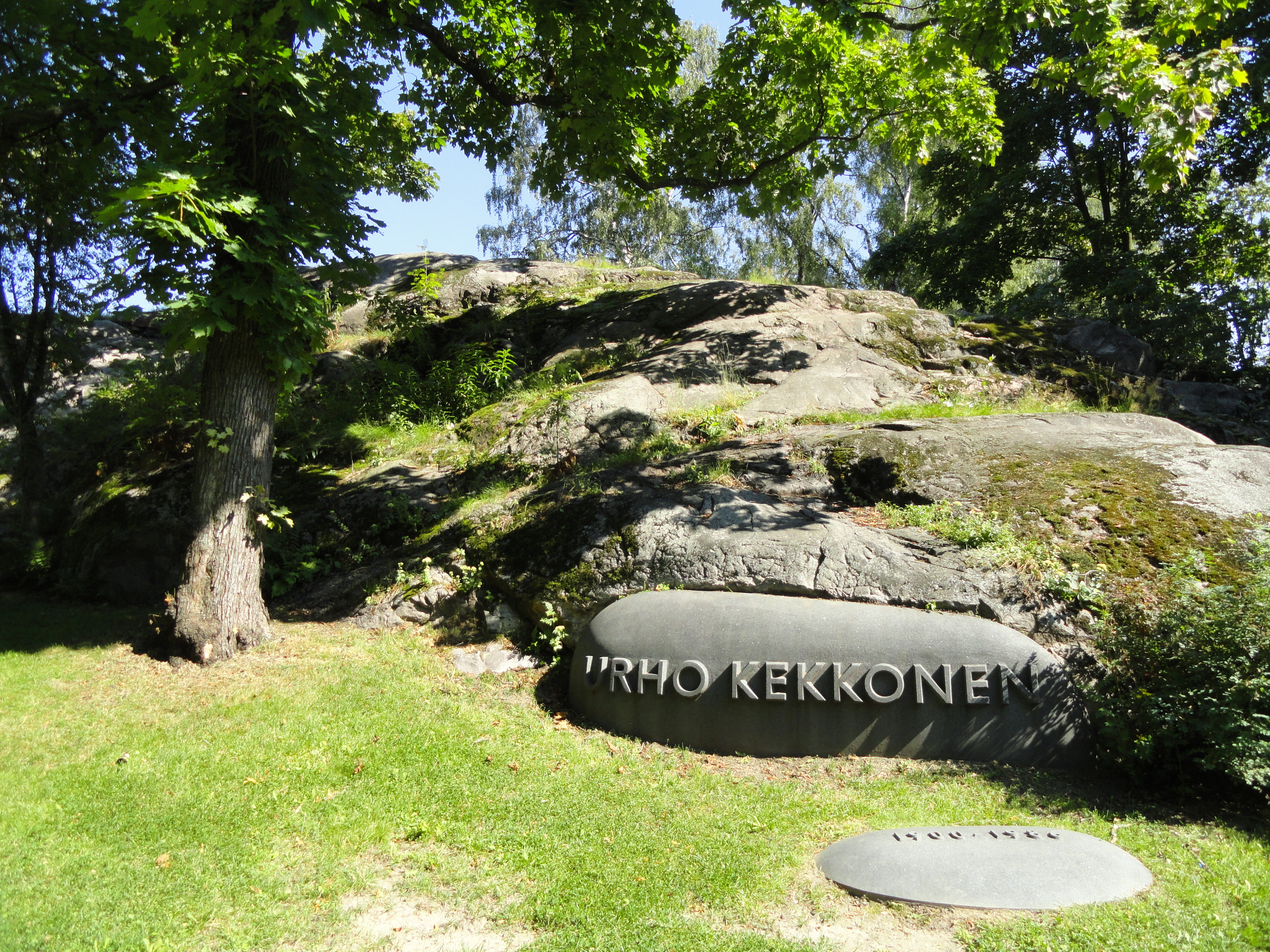
Скульптор Пекка Юльхя. Памятник Урхо Кекконену в хельсинкском парке Хесперия (2002)

Пекка Юльхя (фин. Pekka Jylhä; 1 октября 1955, Тохолампи, Центральная Остроботния, Финляндия) — финский скульптор, художник-визуалист, дизайнер, педагог. Профессор искусства (с 2012).
Прошёл подготовку в художественной галерея Савонлинна (1974—1976). С 1980 по 1986 год учился в Высшей школе искусств, дизайна и архитектуры Университета Аалто.
В 1979—1984 годах обучался в Шведской королевской академии изящных искусств в Стокгольме, в 1984—1987 годах — в Академии художеств в Хельсинки. Продолжил учёбу в Шведской королевской академии изящных искусств в Стокгольме (1987–1988) .
Преподавал в Школе искусства и дизайна (1988—1997). Член Ассоциации скульпторов Финляндии.
Стал известен своими скульптурами, инсталляциями и художественными работами из разных материалов.
В 2007 году он был награжден медалью Pro Finlandia.